# 新屯門中心巴士總站
新屯门中心巴士总站（英語：Sun Tuen Mun Centre Bus Terminus）是香港新界屯門區新屯門中心的巴士總站，位於屯青里輕鐵車廠汽車出入口對面，鄰近新屯門中心。現時有3條巴士路線以此處為總站（包括特別路線），只屬平日早上繁忙時間的單向班次起點站。

## 歷史
- 1991年：259C線投入服務。

## 總站路線資料

### 九龍巴士259C線
- 新屯門中心 → 尖沙咀

由九龍巴士營運的一條路線，提供新屯門中心、龍門居公共運輸交匯處往美孚、旺角、佐敦及尖沙咀的晨早巴士服務。於1991年7月15日起投入服務。只在平日上午於新屯門中心開出4班（0720、0733、0745、0755），方便乘客往旺角及尖沙咀上班。

### 九龍巴士59M線（晨早班次）
- 新屯門中心→荃灣站

由九龍巴士營運的一條路線，是59M線的特別班次。提供屯門新屯門中心的居民往荃灣站的巴士服務。平日只會提供晨早巴士服務，由0650至0810，每10至15分鐘一班。

### 九龍巴士59X線（晨早班次）
- 新屯門中心 → 旺角東站

由九龍巴士營運的一條路線，是59X線的特別班次。提供屯門新屯門中心的居民往旺角東站的巴士服務。平日只於上午在新屯門中心開出1班（0715）。